# إكنيون
إكنيون هي قرية ريفية في إقليم تنغير ضمن درعة تافيلالت بالمغرب. كان مجموع عدد سكان جماعة إكنيون 15.738 نسمة يعيشون في 1.645 أسرة.(تعداد السكان الرسمي 2004)

## دواوير الجماعة
- دوار تنغريفت الذي يبعد عن الجماعة بحوالي كيلومترين ونصف.
- دوار تكموت
- دوار اميقبي
- دوار إغرم ن إلمشان
- دوار بوعزة
- دوار تفريت
- دوار تغرمت
- دوار اللون